# لبه (فرج)

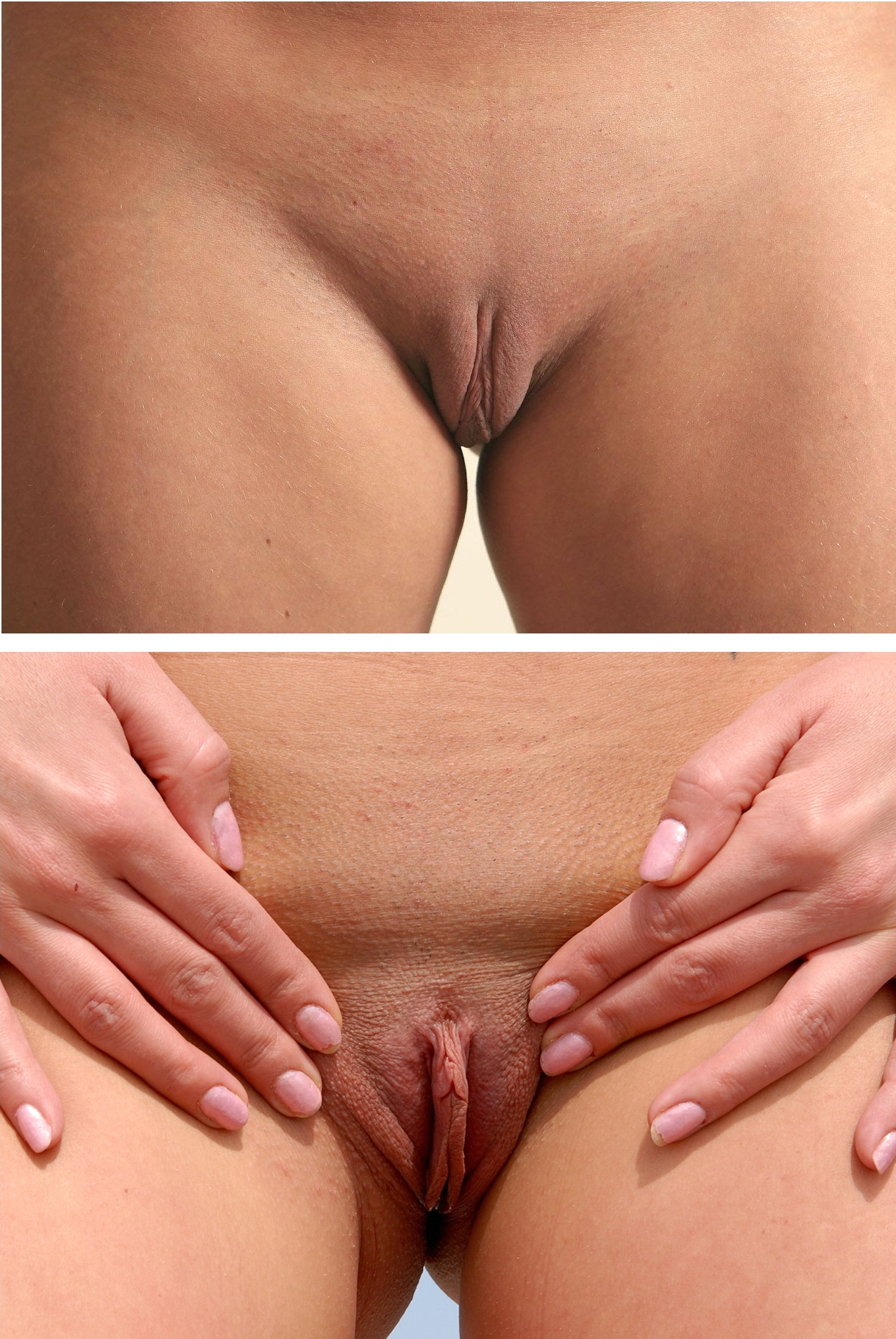
لبه‌های فرج، در این دو نگاره موی شرمگاه تراشیده شده است.

لبه، لب یا لابیا (انگلیسی: Labia) به بخشهایی از بافت بیرونی و قابل‌رؤیتِ فرج زن اشاره دارد. در زنان دو جفت لبه وجود دارد: لبه‌های کوچک و لبه‌های بزرگ (لبه‌های خارجی) که کلیتوریس، دهانهٔ واژن و میزراه را احاطه و محافظت می‌کنند.

## نگارخانه

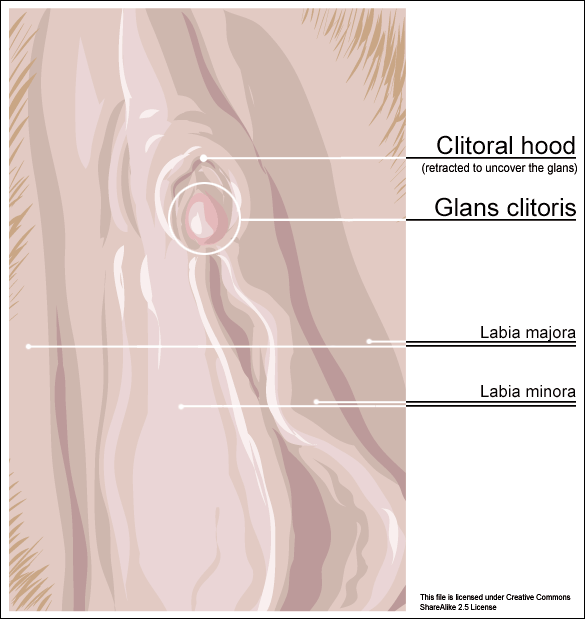
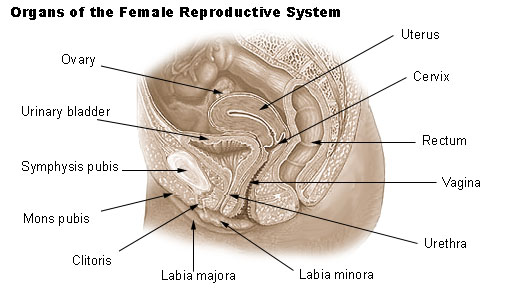
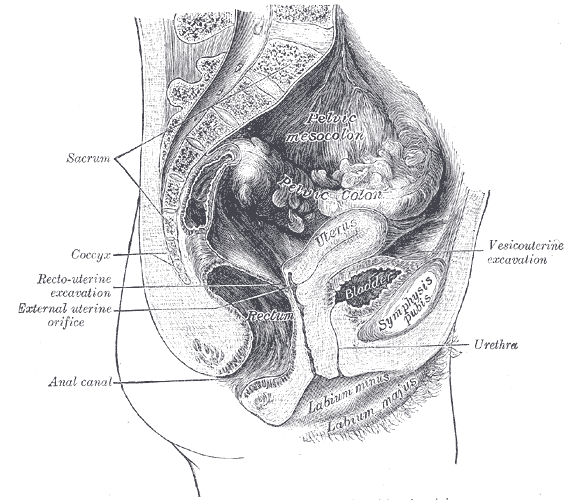